# ゲルンスハイム
ゲルンスハイム (ドイツ語: Gernsheim, ドイツ語発音: [ˈgɛrnsha‿im]) は、ドイツ連邦共和国ヘッセン州グロース＝ゲーラウ郡に属す市である。ライン川沿いに位置する。この街は「シェッファーシュタット」の添え名を有している。この添え名は、2003年にヘッセン州内務省の認可を得ている。

## 地理

### 位置
ゲルンスハイムは、ダルムシュタット南西に位置し、ライン川東岸に接している。ライン＝マイン地域のシュトックシュタット・アム・ラインが面する旧ライン川の南にあたる。地形上はヘッシシェス・リートに含まれる。

### 隣接する市町村
ゲルンスハイムは、北はビーベスハイム・アム・ラインおよびリートシュタット（ともにグロース＝ゲーラウ郡）、東はプフングシュタット、ビッケンバッハおよびアルスバッハ＝ヘーンライン（いずれもダルムシュタット＝ディーブルク郡）、南はベンスハイム、アインハウゼンおよびグロース＝ロールハイム（いずれもベルクシュトラーセ郡）、西はハム・アム・ライン（アルツァイ＝ヴォルムス郡）と境を接している。

### 市の構成
ゲルンスハイムは、アルメントフェルト、ゲルンスハイム、クライン＝ロールハイムの各市区からなる。

## 歴史
現在のゲルンスハイムの母体は、紀元後1世紀に建設されたローマ帝国の城塞であった。1972年にジークフリート通りで当時の柱の基部が発掘された。この城は、遅くともローマ帝国がライン川右岸を放棄した3世紀に解体された。
民族移動後、ゲルンハイムはフランク王国の王領となった。この村は 852年にドイツ人王ルートヴィヒの文書に初めて記録されている。908年にロルシュ修道院がこれを獲得し（ロルシュ・コデックスに記載されている）、1232年にマインツ選帝侯領となり、1803年の帝国代表者会議主要決議までその支配下にあった。現在も紋章にマインツの輪が描かれていることがこれを示している。都市権は、1356年にカール4世の書面によってゲルンスハイムに与えられた。この街は防衛施設で護られ、選帝侯の居館として水城が築かれた。
ゲルンスハイムは、史料中、様々な表記がなされている。12世紀になるまでは Gernesheim という記述が何度もなされている。この他に、852年に Geruhnesheim、897年に Kerenesheim、14世紀なるまでは Gerinsheim、そして Gernsheim という表記がなされるのは 1283年以降である。
1425年頃、ヨハネス・グーテンベルクとともに書籍印刷を発明した共同作業者であるペーター・シェッファーがゲルンスハイムで生まれた。ゲルンスハイム市は、1836年に、現在では彼にちなんだ名前が付けられている広場に石造（ダルムシュタットのヨハン・バプティスト・ショルのデザインによる）を建立して、1503年にマインツで亡くなったこの印刷業者を本市の最も偉大な息子であると称揚し、現在は彼にちなんで「シェッファーシュタット」という添え名を公式に名乗っている。
三十年戦争の際、ゲルンスハイムはスウェーデン軍によって掠奪された。また、プファルツ継承戦争では、Ezéchiel de Mélac が率いるフランス軍によって焼き討ちされた。
1803年、マインツ大司教の選帝侯領が解体されたことに伴って、ゲルンスハイムはヘッセン＝ダルムシュタット方伯領（1806年以降はヘッセン大公国領）となった。行政上、ゲルンスハイムはアムト・ゲルンスハイムに 1821年まで属した。1821年のヘッセン大公国の行政改革に伴いこの街は、プロヴィンツ・シュタルケンブルクのラントラーツベツィルク・ベンスハイムに属すこととなった。1832年にプロヴィンツ・シュタルケンブルクは郡に分割され、ゲルンスハイムはベンスハイム郡に編入された。この行政機構は、一時的にレギールングスベツィルク制を導入した中断時期をはさんで1874年まで存続した。この中断期間にあたる1848年から1852年までこの街はレギールングスベツィルク・ヘッペンハイムの一部であった。1874年にヘッセン大公国ではプロイセンをモデルとした郡制度改革がなされ、新たな郡割りがなされた。この改革によってゲルンスハイムは、現在も属しているグロース＝ゲーラウ郡の所属となった。
司法上は、1839年から1879年まではゲルンスハイム地方裁判所、1879年以後はこの地方裁判所から改組されたゲルンスハイム区裁判所の管轄下にあった。1938年にこの区裁判所が廃止された後、ゲルンスハイムはグロース＝ゲーラウ区裁判所管区に編入された。
19世紀には市の防衛施設が取り壊され、市壁外の街が拡張され、本市はライン川のフェリーと鉄道路線によって結ばれ、工業化が芽生えた。
1945年3月26日のアメリカ軍の砲撃によってゲルンスハイムの約 40 % が破壊された。
1950年代の復興は急速で、ゲルンスハイムは旧ドイツ東部領土からの難民を数多く受け容れた。その子孫たちは現在も市立博物館の「ドイツ東部郷土室」を運営している。

### 市町村合併
ヘッセン州の地域再編に伴って、1971年12月31日にそれまで独立した町村であったアルメントフェルトとクライン＝ロールハイムが自主的にゲルンスハイムに合併した。アルメントフェルトは1937年に設立された町で、クライン＝ロールハイムは1200年頃以前に最初の記録が遺されている。

## 宗教

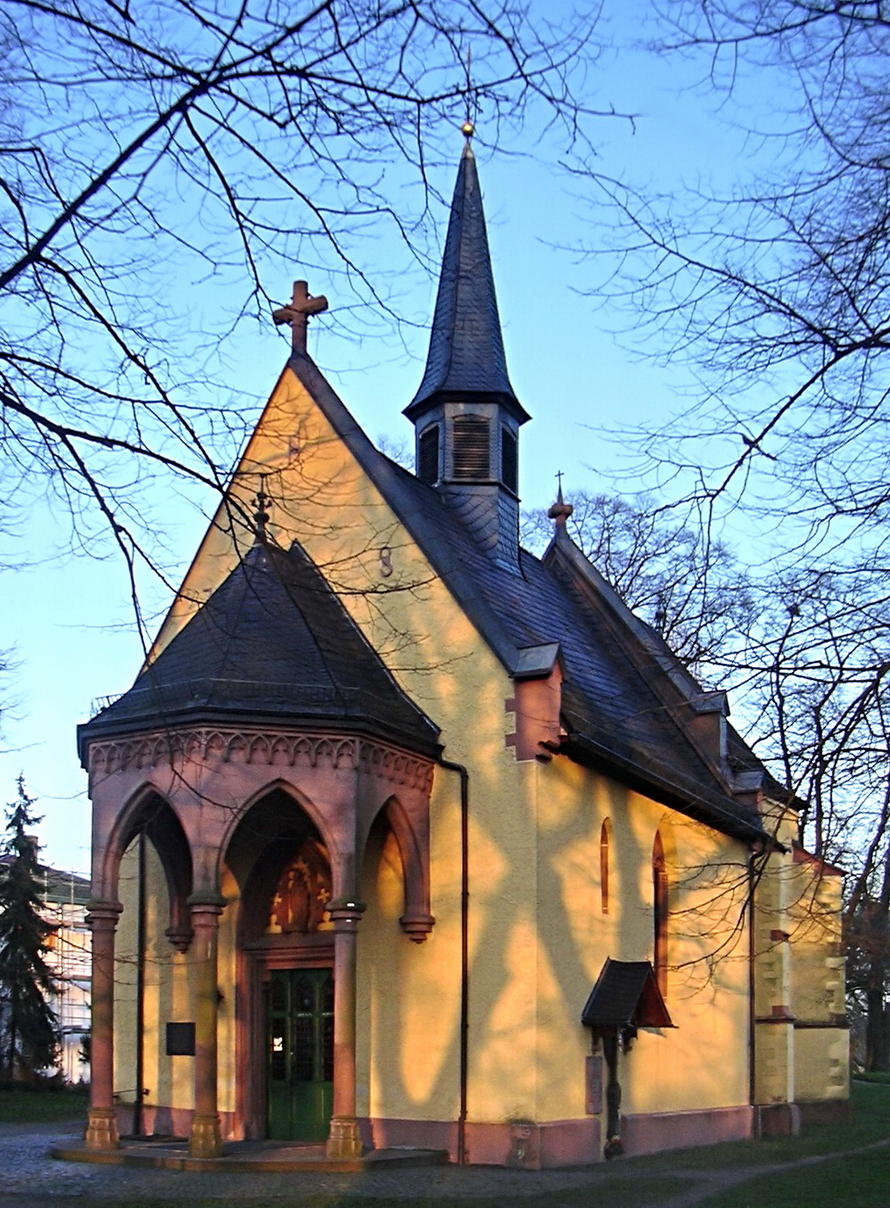
巡礼教会マリア・アインジーデル

教会の存在を示す最初の証拠は、908年の「ecclesia」（教会または信徒の集会を表す）という記録である。1390年の史料には、後の教区教会にあたる城塞礼拝堂と巡礼礼拝堂マリア・アインジーデルの記述が遺されている。教会の守護聖人は、教区教会がマグダラのマリア、マリア・アインジーデルが十字架称賛であると記述されている。教会の保護権は、908年以前は Liutfried Comes が有していたが、これ以後はロルシュ修道院が、1232年からマインツ大司教がこれを有していた。1236年からはマインツ聖堂参事会もこれに加わった。
現在のゲルンハイムの教会は組織上、カトリックはマインツ司教区のリュッセルスハイム首席司祭区に、プロテスタントはヘッセンおよびナッサウ福音派教会のリート監督官区に属している。

## 行政

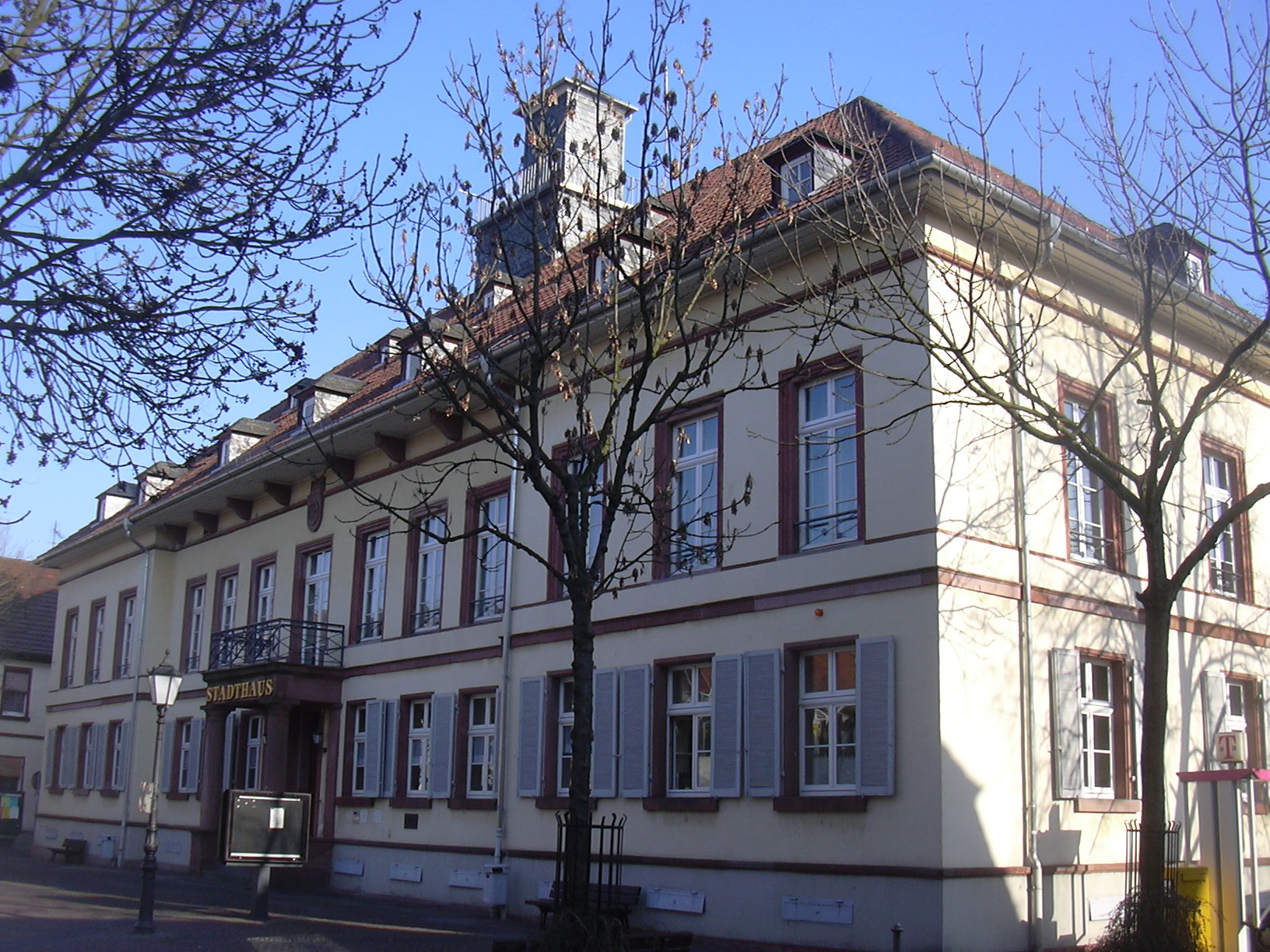
ゲルンスハイムの市庁舎

### 議会
ゲルンスハイムの市議会は、31議席からなる

### 姉妹都市
- バール＝シュル＝オーブ（フランス、オーブ県）1976年
- シフィエチェ（ポーランド、クヤヴィ＝ポモージェ県）2011年

## 文化と見所

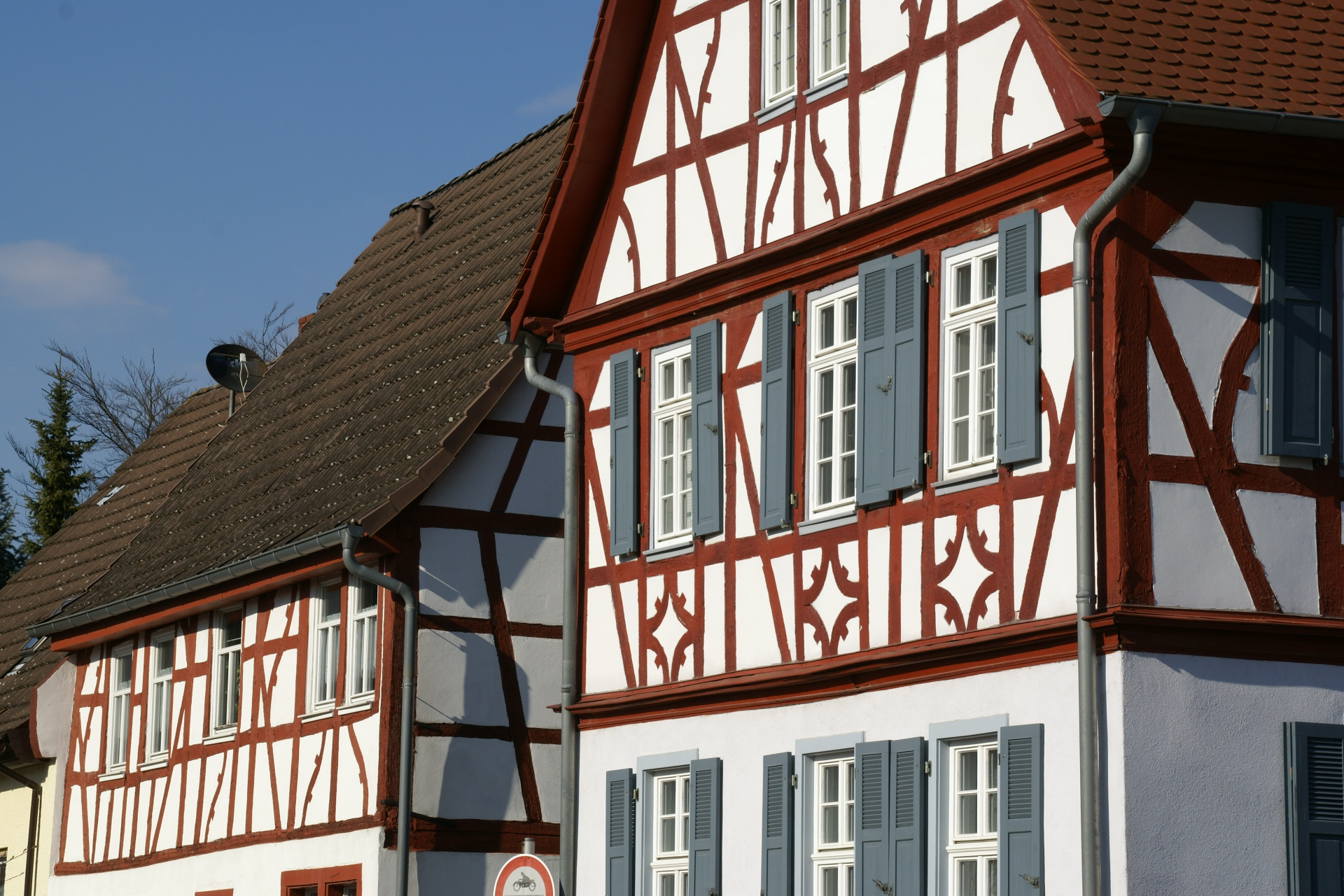
ゲルンスハイム市内の木組み建築

### 建築
市街中心部の建物は統一感がない。これが戦争による破壊の影響であることは明らかである。化粧漆喰の平屋根の建物が多い。マグダレーネン通りやその近くの通りには、18世紀以降に建設された木組み建築がいくつか遺されている。たとえば、軒にエンブレムと銘文を掲げた「ツーア・クローネ」 (No.37)、No.64 - 68 の建築複合体、1560年建造の玄関アーチと1790年製の日時計を持つペーター＝シェッファー広場沿いの長屋（1711年建造）などである。

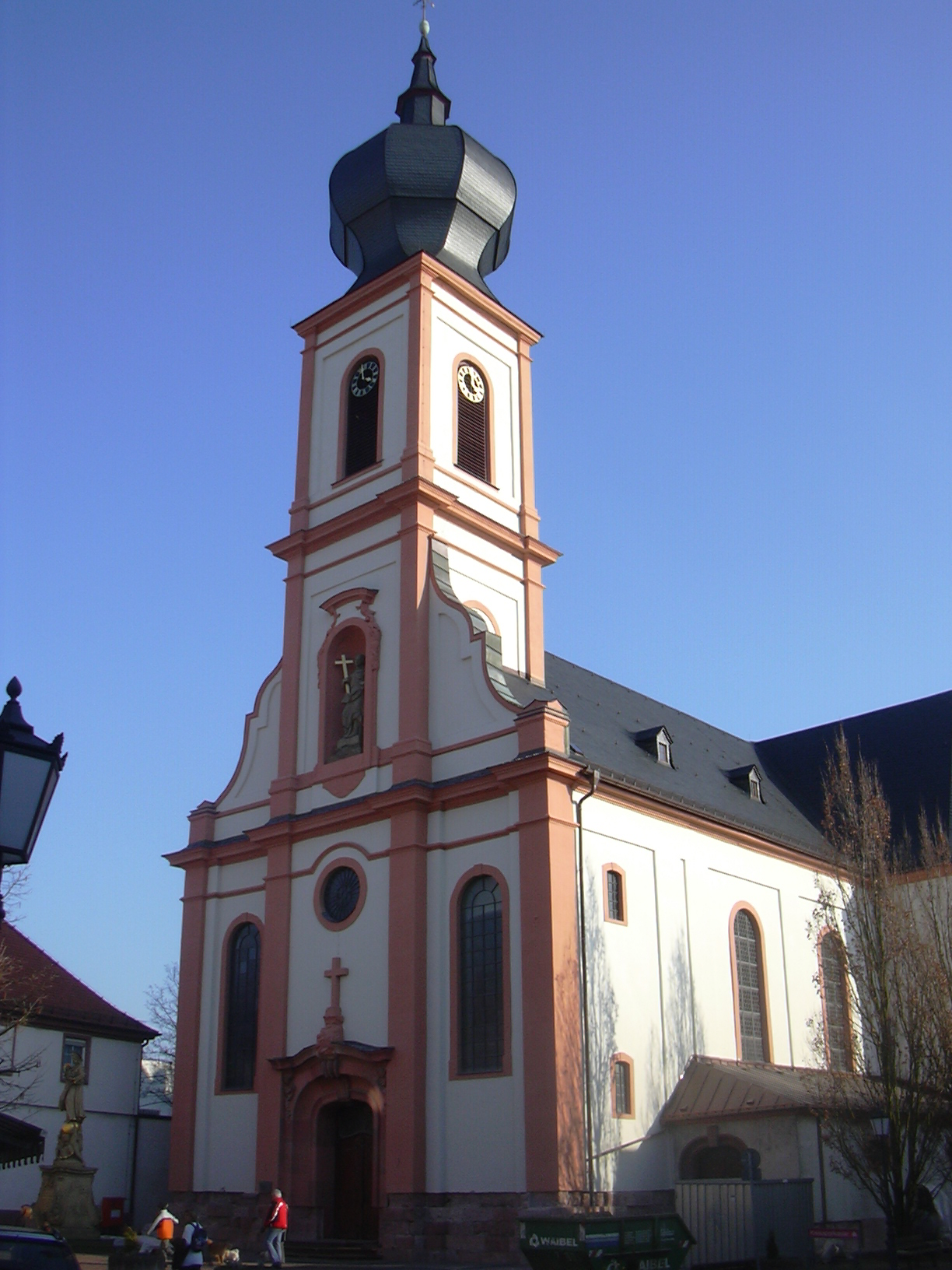
聖マリア・マグダレーナ教会

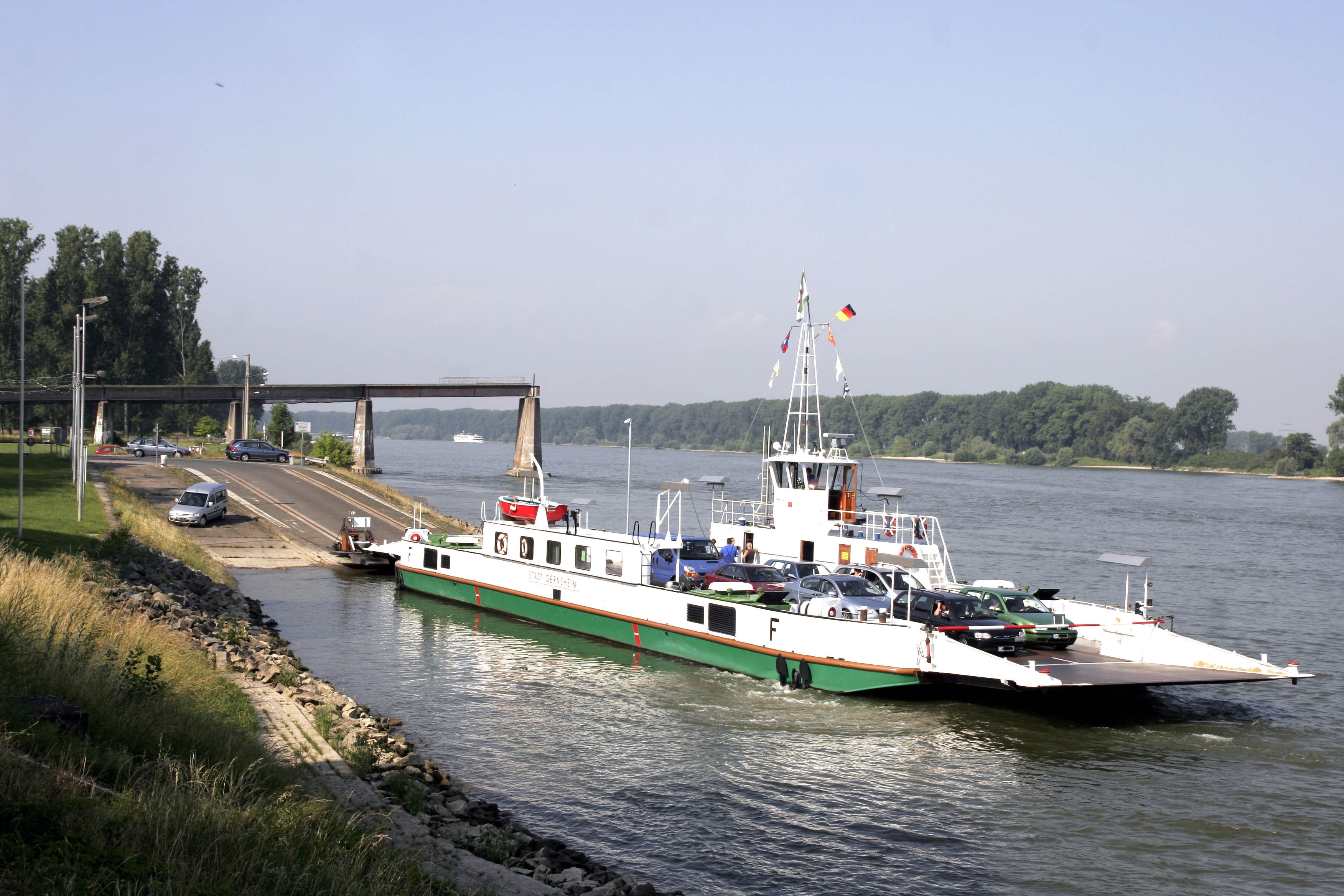
マイン川のフェリー。背後に破壊されたライン川の橋が見える。

聖マリア・マグダレーナ教区教会
この教会は、マインツの建築家ヨハン・ヴァーレンティーン・トーマンによって 1750年に建設された。建築様式は、近郊（ホイゼンシュタムやホーフハイム）で活動したバルタザール・ノイマンのスタイルに属す。白い化粧漆喰、付け柱や玄関に見られる赤色砂岩、オクルスをもつ三層の塔]がそびえる三部構成の西面ファサード、円形アーチ型の窓や擬宝珠型の塔の屋根がその特徴である。翼廊、付属礼拝堂、内陣は、1887年に増築された。この教会は、1945年3月26日にアメリカ軍の砲撃によって破壊された。1947年から1951年に行われた再建工事は、マインツのフーゴ・ベッカーが指揮した。新しい教会堂は、1951年5月1日に司教アルベルト・ストールによって聖別された。2005年から2006年に改修工事が行われた。地元建築家アンドレアス・ディートマンが製作した、ゼバスティアン・プファイフ作の彫像を祀る主祭壇（1783年）は、元々はビュールシュタットの教会のために造られ、移設されたものである。教会前には、ゲルンスハイム市の守護聖人である聖ヨゼフの像がある。この像は1945年に損傷し、1979年に修復された。
市庁舎
マルクト広場の東側に面したこの3階建ての古典主義建築は、ゲオルク・モラーの設計による。この市庁舎は 1945年に焼失し、現在の建物は再建されたものである。2005年から2006年に改修された。
市立博物館
ペーター＝シェッファー広場沿いの、いわゆる「ペーター＝シェッファー＝ハウス」は、1978年に博物館として造営された。2002/2003年にペーター＝シェッファーの500回忌を記念して修復された。それ以前の、市立図書館別館や消防博物館が入っていた建物は、老朽化したマインツ選帝侯の水城を破壊した跡地に1830年代中頃（1836年完成）に建設されたものであった。
市立ホール
現代建築のハイライトが、1997年に建設された市立ホールである。石造ブロックで作製された噴水や木立の下のカフェがある。
旧発電所
1903年にユーゲントシュティール様式で建設され、1954年に閉鎖された旧発電所は、現在、芸術家で出版者でもあるマリオ・デッラのギャラリー兼教育博物館となっている。
マリア・アインジーデル
グロース＝ゲーラウへ向かう連邦道B44号線に沿った脇の街はずれ、葦原を流れる小さな水路網の中に 1495年に初めて記録された巡礼教会がある。1508年の記述によれば、当時は内陣と身廊だけで構成されていた。玄関ホールと聖具室は 1871年から75年に、窓は 1912年から13年に設けられた。全体は 1999年に改修された。マリア・アインジーデルには 2体の聖像がある。1400年頃のゴシック様式のピエタと、バロック様式でボヘミア風の聖母像（1625年頃）である。1650年7月2日に大規模な巡礼団がこの地を訪れた。
旧ライン橋の遺構
港や、ハム・アム・ラインへのフェリー乗り場のすぐ近くのライン川堤防に旧ライン橋の遺構がある。1945年3月にライン川対岸に進行してきた連合軍を阻止するためにドイツ国防軍によって爆破され、その後再建計画が何度か起こったが実現されなかった。ハム・アム・ラインに直接アクセスするためにはフェリーを利用する。水上警察が橋梁防衛用ブンカー跡を利用している。このブンカーは現在、水上警察監視所の一部となっている。橋の遺構は戦争に対する負の記念碑とされている。ライン川を渡る最寄りの橋は、南はヴォルムス、北はマインツまで行かなければならない。

### 自然とスポーツ
ライン川沿いの柳や葦が茂る草原の中を自転車道が通っている。
ゲルンスハイムの市の森は、サイクリングやジョギング愛好者に人気である。ここでは、自然文化を楽しむハイキングも企画されている。地元の自然・鳥類保護協会はここを拠点としている。
閉鎖された採石場跡に、1996年に18ホールのゴルフ場が建設された。このゴルフ場は、2006年以降、ヴァイルラント・ゴルフ場ネットワークシステムに加盟しており、27ホールに拡張されている。

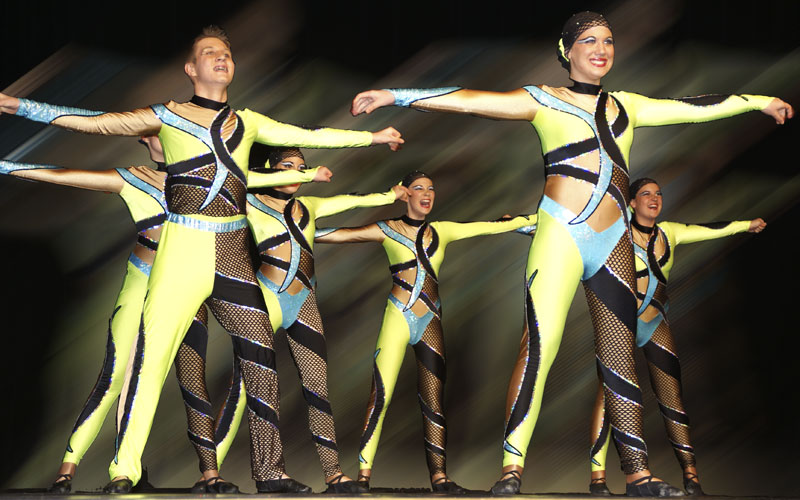
TSGブラウ＝ジルバーのステージ

ゲルンスハイムで最も有名なスポーツクラブの1つが、タンツシュポルトゲマインシャフト・ブラウ＝ジルバー（ブラウ＝ジルバー・ダンス競技団、TSGブラウ＝ジルバー）である。このクラブは、カーニバルダンスおよびショーダンスの競技部門において、ドイツで最も成功したクラブの1つに数えられる。TSGブラウ＝ジルバーは、ヘッセンチャンピオン、ドイツチャンピオン、ヨーロッパチャンピオンを何度も獲得している。ヘッセン州は 2003年に「模範的なクラブ」として、州スポーツ連盟の奨励賞にあたる「ハインツ＝リントナー賞」を授与した。

### 年中行事
- ラインの漁師祭: 1949年から開催されているライン川最大の世俗祭である。8月の第1日曜日を含む週末に開催されている。
- シュトラーセンファストナハト（通りの謝肉祭）: 謝肉祭の土曜日にパレードが行われる。
- クリスマスマーケット
- ケルプ（教会開基祭）
- インネンシュタットフェスト（内市街祭）
- オイレンブルンネン＝ユーゲント集会

## 経済と社会資本

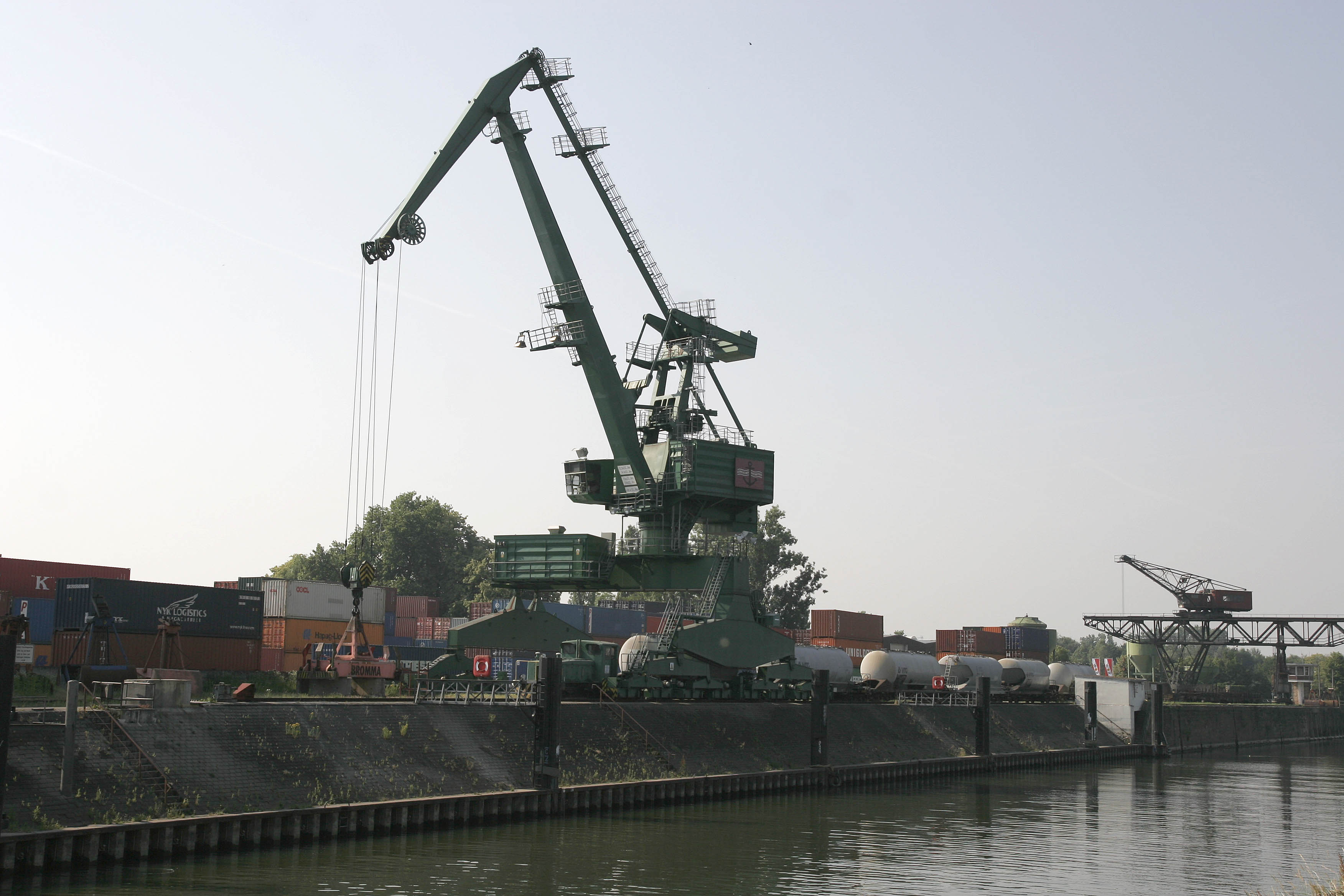
ゲルンスハイムの港

### 交通
ゲルンスハイムは、連邦道 B44号線および B426号線、アウトバーン A67号線、州道 L3112号線、郡道 K203号線に面している。また、市内にはリート鉄道の駅があり、ここからコンテナ積み替え用の引き込み線がライン川の港まで延びている。ダルムシュタット行きのバス路線やアイヒへのライン川フェリーもある。

### 学校
- ペーター＝シェッファー＝シューレ（基礎課程学校）
- ヨハネス＝グーテンベルク＝シューレ・ゲルンスハイム（本課程・実科学校）
- ギムナジウム・ゲルンスハイム
- シラー＝シューレ（養護学校）

## 人物

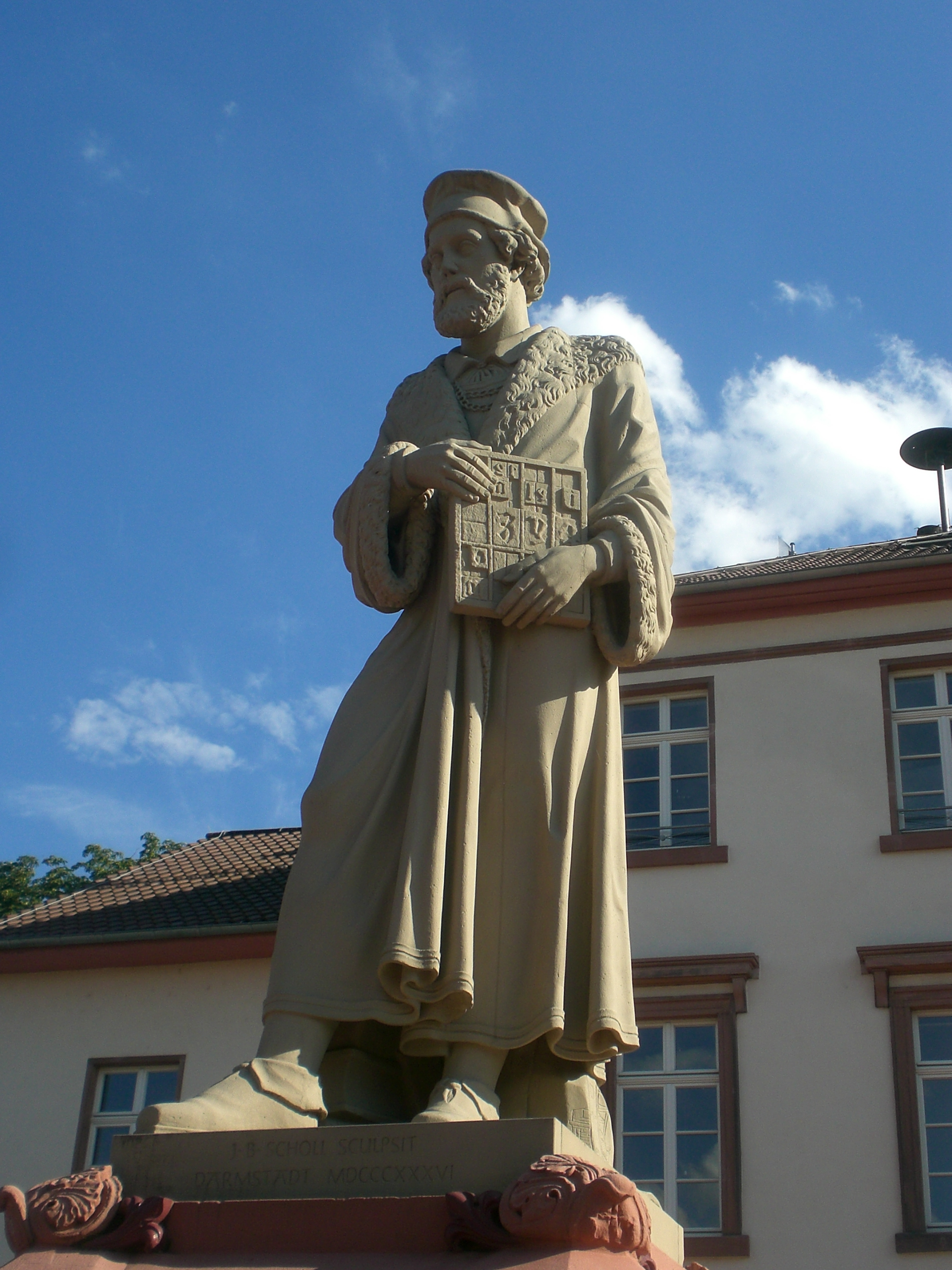
ペーター＝シェッファー広場の像

### 出身者
- ペーター＝シェッファー（1425年頃 - 1503年）印刷技術者、出版者、書籍商

## 引用
1. ↑  Hessisches Statistisches Landesamt: Bevölkerung in Hessen am 31.12.2023 (Landkreise, kreisfreie Städte und Gemeinden, Einwohnerzahlen auf Grundlage des Zensus 2011)]
2. ↑  Max Mangold, ed (2005). Duden, Aussprachewörterbuch (6 ed.). Dudenverl. p. 359. ISBN 978-3-411-04066-7
3. 1 2 3 4  Gernsheim - Die Geschichte der Schöfferstadt（2013年5月21日 閲覧）
4. 1 2 3 4  Historisches Ortslexikon - Gernsheim, Landesgeschichtes Informationssystem (LAGIS) Hessen（2013年5月22日 閲覧）
5. ↑  Gerstenmeier, K.-H. (1977): Hessen. Gemeinden und Landkreise nach der Gebietsreform. Eine Dokumentation. Melsungen. p. 251
6. ↑  2011年3月27日の市議会議員選挙結果、ヘッセン州統計局（2013年5月23日 閲覧）
7. ↑  Altes Elektrizitätswerk Gernsheim, GG online（2013年5月24日 閲覧）
8. ↑  Vorwurf der Salamitaktik, Echo online 2010年5月14日付け（2013年5月24日 閲覧）
9. ↑  TSG Blau-Silber Gernsheim e.V.（2013年5月24日 閲覧）